# Pampatheriidae
Pampatheriidae je skupina vymřelých savců z řádu pásovců. Vyvinuli se v Jižní Americe v oligocénu, rod Holmesina se rozšířil do Severní Ameriky během velké americké výměny. Vyhynuli v pleistocénu.